# 프랑수아 프랑쾨르
프랑수아 프랑쾨르(François Francœur, 1698년 9월 8일 ~ 1787년 8월 5일)는 프랑스의 작곡가이자 바이올린 연주자이다.
파리 오페라 극장 관현악단에 속했던 바이올린 주자이며 작곡가, 궁정음악가이다. 프랑스 파리에서 태어났다. 바이올린곡 외에 친구인 프랑수아 르벨(François Rebel, 1701-1775)과 함께 오페라 극장에 관계하여 몇 개의 오페라도 상연했다.